# (24978) 1998 HJ151
(24978) 1998 HJ151, cũng được viết (24978) 1998 HJ151, là một cubewano. Nó có điểm cận nhật (điểm nằm gần với Mặt Trời nhất) là 41.339 AU và điểm viễn nhật (điểm nằm xa với Mặt Trời nhất) là 45.889 AU. Đường kính của nó vào khoảng 189 km. (24978) 1998 HJ151 được phát hiện ngày 28 tháng 4 năm 1998 bởi Jane Lưu, Chadwick A. Trujillo, David J. Tholen và David C. Jewitt.